# Cầu gỗ súc

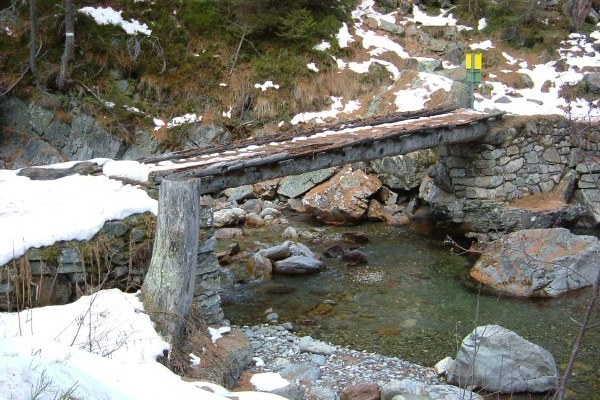
Một cây cầu gỗ xúc vào mùa đông

Cầu gỗ xúc là loại cầu thô sơ nhất, nó được làm từ một thân cây nguyên, được đốn xuống và bắc ngang qua sông hay kênh, suối nhỏ. Loại gỗ dùng để làm cầu thường là của những cây cổ thụ dài, to, cứng. Khi đi trên cầu này cần phải hết sức cẩn thận vì đa số loại cầu này không được gắn thêm lan can, tay vịn. Cầu gỗ súc cũng khá giống cầu khỉ ở miền Tây Việt Nam.